# ArcGIS
ArcGIS es el nombre de un conjunto de productos de software en el campo de los Sistemas de Información Geográfica o SIG. Producido y comercializado por ESRI, agrupando bajo el nombre genérico ArcGIS  varias aplicaciones para la captura, edición, análisis, tratamiento, diseño, publicación e impresión de información geográfica. Estas aplicaciones se engloban en familias temáticas como ArcGIS Server, para la publicación y gestión web, o ArcGIS Móvil para la captura y gestión de información en campo. 
ArcGIS Desktop, la familia de aplicaciones SIG de escritorio, es una de las más ampliamente utilizadas, incluyendo en sus últimas ediciones las herramientas ArcReader, ArcMap, ArcCatalog, ArcToolbox, ArcScene y ArcGlobe, además de diversas extensiones. ArcGIS for Desktop se distribuye comercialmente bajo tres niveles de licencias que son, en orden creciente de funcionalidades (y coste): ArcView, ArcEditor y ArcInfo.
Aunque normalmente se asocie ArcGIS con  ArcGIS desktop, el software de escritorio, la familia arcgis es muy extensa:
- ArcGIS Pro
- ArcGIS Online
- ArcGIS Server
- ArcGIS Mobile

## Herramientas de ArcGis
Además de ArcMap, se pueden contar con las extensiones 3D Analyst, Geostatistical Analyst, Maplex, Network Analyst, Schematics, Spatial Analyst, Tracking Analyst y ArcScan. 
Spatial Analyst. Proporciona una amplia posibilidad de recursos relacionados con el análisis espacial de datos. Con esta herramienta se pueden crear, consultar y analizar datos ráster; combinar varias capas ráster; aplicar funciones matemáticas, construir y obtener nueva información a partir de datos ya existentes, etc. Spatial Analyst nos permite: obtener información nueva de los datos existentes; hallar ubicaciones adecuadas; realizar análisis de distancia y coste del trayecto; identificar la mejor ruta existente entre dos puntos; realizar análisis estadísticos e Interpolar valores de datos para un área de estudio determinada.
3D Analyst. De acuerdo a Esri, la extensión 3D Analyst de ArcGIS proporciona herramientas para la creación, visualización y análisis de datos SIG en un contexto tridimensional; la función ArcScene por ejemplo permite crear y animar ambientes 3D. Un uso común de esta herramienta es el modelado de capas geológicas y datos de agua subterránea relacionada con las  captaciones de hidráulica subterránea.
Geostatistical Analyst. Esta herramienta permite la realización de análisis geoestadístico, partiendo del análisis exploratorio de los datos hasta su representación espacial.
Network Analyst. Este módulo permite aplicar ArcGIS al trabajo con rutas de transporte. Tiene aplicaciones como cálculo de rutas óptimas entre varios puntos, calcular tiempos de acceso, optimización de ubicación de centros logísticos/oficinas de reparto, etc.